# Підвищення радіоактивності у повітрі в Європі восени 2017
Підвищення радіоактивності у повітрі в Європі восени 2017 року (рутенієве забруднення в Європі) — технологічний інцидент, викликаний виявленням слідів радіоізотопного забруднення рутенієм-106 атмосферного повітря в Європі, зафіксованого з вересня 2017 року, 20 листопада свою причетність до аварії визнала Росія.

## Перебіг подій
З 29 вересня 2017 року європейські засоби радіаційного контролю зафіксували в атмосфері більшості країн Європи радіоактивний елемент рутеній-106 у малій кількості (від мікроБекерелів до декількох міліБекерелів на кубічний метр повітря), який не становить загрози для здоров'я населення.
3 жовтня ізотоп був виявлений та ідентифікований в Італії. Після 6 жовтня вміст елементу почав знижуватися. 9 жовтня фахівці інституту ядерної та радіаційної безпеки Франції (IRSN) заявили, що найбільш ймовірним джерелом забруднення стала радіоактивна хмара з центральної Росії.
Згодом Росгідромет повідомив, що з кінця вересня і на початку жовтня було зафіксовано екстремально високе, в сотні раз, забруднення в пробах радіоактивних аерозолів у пунктах відбору Аргаяш і Новогорний Челябінської області, ці населені пункти знаходяться неподалеку від ВО «Маяк». Радіаційний фон на цих пунктах перевищив рівні попереднього місяця в сотні разів. В Україні на початку жовтня був зафіксований рутеній-106 в концентрації, суттєво нижчій допустимого рівня. Максимальна концентрація забруднення в Україні була зафіксована в Одесі 28-30 вересня. Через погодні умови це забруднення перемістилися повітряними масами в Середземномор'я, а пізніше — на північ Європи.
До листопада концентрація забруднення впала нижче межі виявлення.

## Звіти з постраждалих країн / дати
Європейська мережа спостережень зафіксувала підвищення радіоактивного рівня у Європі, який прийшов з Східної Європи, у перші дні жовтня:
- Швейцарський Федеральний офіс громадського здоров'я (FOPH) повідомив про підвищення кількості радіоактивних частинок Рутенію-106 з 25 вересня[3]
- Австрія — 3 жовтня 2017[3]
- Норвегія[3]
- Греція — 27 вересня 2017[4]

Схожі анонси інших урядів:
- Німеччина — 29 вересня 2017[5][6]
- Фінляндія — 3 жовтня 2017 про підвищення рівня у зразках за 28 вересня 2017[7]
- Словенія — 9 жовтня 2017[8][9]
- Франція — Зростання фіксувалось в жовтні 2017. Зниження з 6 жовтня 2017. Перестали фіксуватися радіоактивні елементи 13 жовтня 2017

## Звіти з України
- Український гідрометеорологічний центр - надіслано запит на оф. електрону пошту[джерело?].

## Реакція Росії
На початку жовтня організації радіологічного контролю декількох країн Європи заявили, що джерело забруднення знаходиться в Росії на Уралі. Після цього влада Челябінської та Свердловської областей заявила, що рівень рутенію-106 не перевищує норму і ніяких аварій не було. 11 жовтня в держкорпорації Росатом заперечили версію про російське походження рутенієвого сліду.
Росія здійснила декілька спроб заперечити російське походження забруднення, звинувативши, у тому числі Україну.
20 листопада Росія визнала свою причетність до забруднення, але продовжувала приховувати його джерело, заявляючи, що причиною забруднення міг стати супутник, що згорів у атмосфері.

## Цікаві факти
Наприкінці листопада 2017 року в ЗМІ Росії з'явилась новина про безпечний рутенієвий дощ, яка викликала жваву реакцію блогерів.

## Радіоактивний рівень та ризик для здоров'я
Усі органи влади повідомляють, що кількість Рутенію-106 (Ru-106) мала та що він не становить загрози для здоров'я людей.

## Очікуване джерело радіоактивного витоку
Атомний завод Маяк, який знаходиться у місті Озерськ (Челябінська область) поблизу Челябінська та неподалік від кордону з Казахстаном, підозрюється, як джерело викиду.